# 顾明亮
顾明亮（1963年10月—2020年5月13日），江苏无锡人，中国通信与信息处理专家，江苏师范大学教授，九州职业技术学院院长。

## 生平
1985年6月毕业于徐州师范大学物理系，获理学学士学位。1998年6月毕业于东南大学通信与信息处理专业，以论文《语音识别鲁棒性研究的非线性方法》获工学博士学位。历任徐州师范大学物理系主任，江苏师范大学物理与电子工程学院院长，江苏师范大学研究生处处长、研究生院院长、学科办主任、研究生工作部部长、敬文书院院长等职务。2008年8月升任教授。2018年2月，任九州职业技术学院副董事长、院长。2020年5月13日23时58分在苏州大学附属第一医院逝世。

## 出版物
- 张立荣; 顾明亮 (编). . 高校素质教育成果文库. 上海交通大学出版社. 2018. ISBN 9787313191076.